# Gastronomía de Baja Sajonia

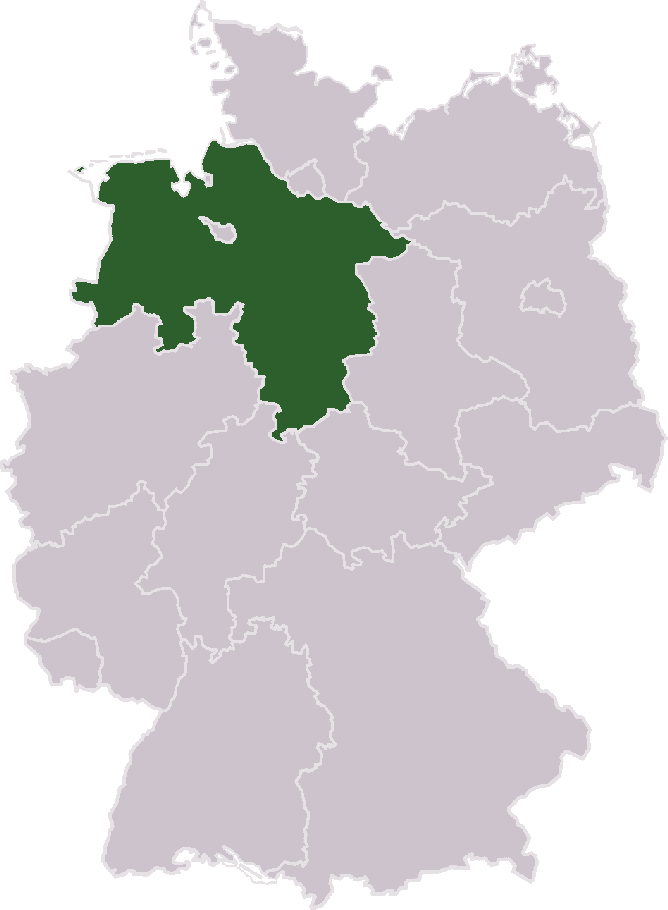
Ubicación geográfica de Baja Sajonia en el mapa alemán.

La Gastronomía de Baja Sajonia se compone de tres regiones de Baja Sajonia (Alemania) que contribuyen a un estilo propio dentro de la Gastronomía alemana, estas regiones son: Braunschweig, Oldenburg y las Frisia oriental. Se trata de una cocina con un fuerte carácter campesino, con abundantes productos de la tierra que sin ser refinada llega a impresionar al viajero hambriento.

## Productos Típicos

### Verduras y Acompañamientos Diversos

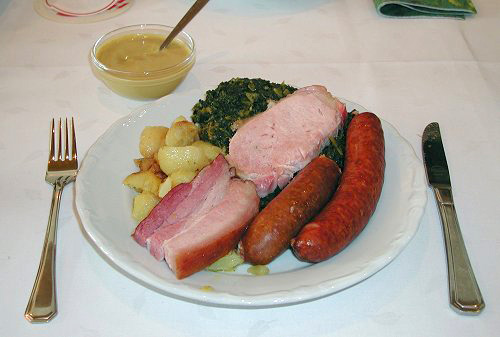
Plato de col verde con Pinkel, Kassler y Speck, el plato simbólico de la región en invierno.

El acompañamiento típico de esta zona son las Patatas en diferentes variaciones en su preparación como por ejemplo las Salzkartoffel que son patatas cocidas en salmuera con su propia piel. La verdura típica es la Col en sus diferentes variedades: la más afamada en invierno es la Col verde (Grünkohl) muy tomada en el Grünkohlessen, en la comarca de Braunschweig a esta col se la conoce también como "Braunkohl", y las coles de Bruselas. En los alrededores de Burgdorf, Nienburg y Braunschweig así como en la parte meridional de Lüneburger Heide se comen a menudo los espárragos.

### Pescados
Los platos de pescado son abundantes en las zonas costeras y colindantes a los ríos. Los platos de pescado contienen anguilas ahumadas (Räucheraal), arenque (Hering), la caballa, la solla, la trucha.

### Carnes
La carne es muy abundante en esta zona, las salchichas suelen ser de carne de cerdo: Bregenwurst, Kohlwurst, Pinkelwurst y se suele emplear en los platos mucho el beicon (Speck), a veces se puede encontrar alguna variante de Zungenwurst ahumado. En la región de Hanóver es muy popular el Schlachtplatte con diferentes variedades de carne. Una especialidad de salchichas de la comarca es el "Braunschweiger". Se suelen comer también unas salchichas denominadas Knipp.

### Sopas
Las sopas son un plato muy celebrado en la Baja Sajonia, suele ser poco líquida y abundantemente densa de carne (ahumada) y de verduras. Suele tomarse antes de un plato principal, una de las más conocidas es la Hochzeitssuppe (o sopa nupcial) elaborada con trozos de diferentes carnes y verduras. En la costa norte existe una planta denominada Stranddreizack (Triglochin maritimum) conocida también con el nombre de "Röhrkohl" (col de tubo) y que crece cerca de las aguas saladas, con ella se hace un potaje de sabor intenso. Otro plato en la región de la costa es el Steckrübeneintopf así como el afamado Birnen, Bohnen und Speck (Peras, judías y bacon) como representantes de los potajes de la comarca.

### Postres
Suele tomarse café con diferentes tipos de pasteles, uno de los más famosos de la región es el Welfenspeise. Es conocido el Braune Kuchen (galletas dulces).

## Bebidas

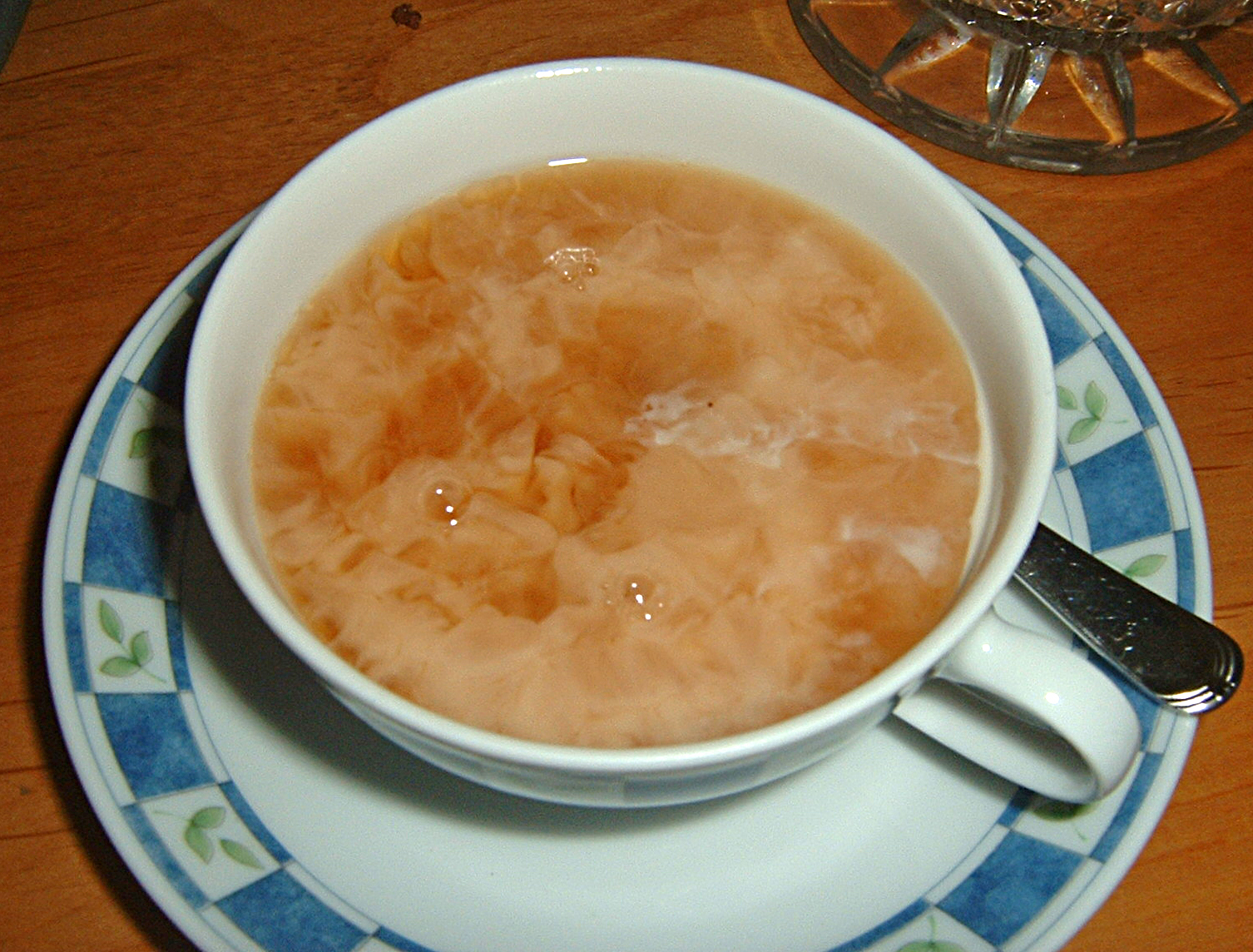
Taza típica de Ostfriesentee.

### Schnaps
Es muy conocido el Pharisäer que es una bebida caliente elaborada con café y ron.

### Cervezas
Baja Sajonia es conocida como la patria de las fábricas de cerveza, de esta forma se tiene, por ejemplo las ciudades de: Einbeck, Jever (Jever (cerveza)), Lüneburg, Braunschweig, Allersheim (región de Holzminden), Hannover y Gotinga. Además existen dos de las más marcas más antiguas de la región (y quizás de Alemania), conocidas desde la Edad Media, son el Braunschweiger Mumme y la Gose.